# 나스카판
나스카판(Nazca Plate)은 태평양 동부의 남반구 부분(남미 대륙의 서쪽 바다)의 해저의 지각 및 맨틀 위쪽의 암권을 형성하는 해양판이다.

## 역사
북아메리카판과 남아메리카판으로 가라앉고 있던 패럴론판은 차츰 해령째 가라앉아서 복수의 판으로 분열되었다. 3천만 년 전에 고르다판과 코코스판으로 분열하고, 이를 전후하여 코코스판도 코코스 해령(갈라파고스 열점)의 활동이 시작되어서 남측이 나스카판으로 분리되었다.
또, 곤드와나 대륙이 분열하고 대륙의 흩어짐이 가속될 무렵에는, 나스카판의 근원이 되는 패럴론판과 남극판은 이미 해령에 의해 구분되었다고 생각되고 있다.
남아메리카 대륙의 서해 연안에서는 매우 긴 페루-칠레 해구가 있다. 이 중, 파나마와 콜롬비아 국경 부근에서 칠레 남부의 타이타오반도 부근까지, 해구 전장의 8할 이상을 점하고 있는, 나스카판과 남아메리카판과의 경계이다. 나스카판이 남아메리카판으로 가라앉고 있어, 안데스산맥과 주변의 고지의 형성에 관여하고 있다.
타이타오반도 앞바다에서 이스터섬 부근까지는, 태평양의 해저를 남북으로 확대키고 있는 칠레 해구로 인해, 남극판과 접하고 있다. 이스터 섬 부근에서 갈라파고스 제도 부근까지는, 태평양의 해저를 동서로 확대시키고 있는 동태평양 해령에 의해 태평양판과 접하고 있다.
또, 갈라파고스 제도 부근에서 코스타리카와 파나마 국경 부근까지는, 태평양의 해저를 남북으로 확대시키고 있는 코코스 해령에 의해, 코코스판과 멀어지고 있다.
그리고 이스터섬 부근에서는 후안페르난데스판 이스터섬에서 북북서로 800km 정도 떨어진 바다 부근에서는 이스터판이라고 하는 각각의 작은 판이 있는데, 이들도 나스카판과 접하고 있다. 이 2개의 판은 해령을 둘러싸고 있어 복잡한 움직임을 보이고 있다.

## 같이 보기
- 판